# Duguetia quitarensis
Duguetia quitarensis Benth. – gatunek rośliny z rodziny flaszowcowatych (Annonaceae Juss.). Występuje naturalnie w Boliwii, Peru, Ekwadorze, Kolumbii, Wenezueli, Gujanie, Surinamie, Gujanie Francuskiej oraz Brazylii (w stanach Acre, Amazonas, Amapá i Pará). 

## Morfologia
PokrójZimozielony krzew dorastający do 4–6 m wysokości. Młode pędy są owłosione.
LiścieMają eliptyczny kształt. Mierzą 8–20 cm długości oraz 2–6 cm szerokości. Są owłosione od spodu. Blaszka liściowa jest o spiczastym wierzchołku.
KwiatySą pojedyncze lub zebrane w pary, rozwijają się w kątach pędów. Działki kielicha mają owalny kształt i dorastają do 10–15 mm długości. Płatki mają kremową barwę, osiągają do 10–20 mm długości.
OwoceZebrane po około 100 w owocostany o kształcie od elipsoidalnego do kulistego. Osiągają 20–50 mm długości.

## Biologia i ekologia
Rośnie w wiecznie zielonych lasach, na terenach nizinnych.